# Jaliscoa nudipennis
Jaliscoa nudipennis är en stekelart som beskrevs av Boucek 1993. Jaliscoa nudipennis ingår i släktet Jaliscoa och familjen puppglanssteklar. Inga underarter finns listade i Catalogue of Life.